# Acosmeryx brooksi
Acosmeryx brooksi är en fjärilsart som beskrevs av Clark 1922. Acosmeryx brooksi ingår i släktet Acosmeryx och familjen svärmare. Inga underarter finns listade i Catalogue of Life.